# Liste von Persönlichkeiten der Stadt Villingen-Schwenningen
Diese Liste enthält die Ehrenbürger von Villingen-Schwenningen, im heutigen Stadtgebiet geborene Persönlichkeiten sowie solche, die in Villingen-Schwenningen gewirkt haben, jedoch andernorts geboren wurden. Die Liste erhebt keinen Anspruch auf Vollständigkeit.

## Ehrenbürger
Die Stadt Villingen-Schwenningen bzw. die beiden früheren Städte und ehemaligen Gemeinden haben folgenden Personen das Ehrenbürgerrecht verliehen:

### Stadt Villingen im Schwarzwald
- 1903: Heinrich Osiander, Bürgermeister
- 1935: Hermann Schwer, Fabrikant
- 1935: Adolf Hitler, Führer und Reichskanzler (1945 aberkannt)
- 1935: Robert Wagner, Reichsstatthalter von Baden (1945 aberkannt)
- 1938: Johanna Schwer, Fabrikantin
- 1958: Alban Dold, Benediktiner, Liturgiewissenschaftler, Paläograph und Palimpsestforscher
- 1967: Max Weinmann, Ehrendekan
- 1971: Karl Brachat, Oberschulrat a. D.

### Stadt Schwenningen am Neckar
- 1880: Karl Hähnle, Arzt
- 1900: Robert von Gaupp, Staatsrat
- 1903: Paul Schmid, Pfarrer und Heimatforscher
- 1907: Christian Mauthe, Kommerzienrat
- 1912: David Würth, Stadtschultheiß
- 1926: Richard Bürk, Kommerzienrat
- 1927: Jakob Kienzle, Geheimer Kommerzienrat
- 1928: Johannes Kohler
- 1947: Mathias Fleig, Stadtrat
- 1950: Fritz Mauthe, Gemeinderat
- 1952: Karl-Walter Jauch, Chirurg
- 1953: Christian Link, Fabrikant
- 1954: Hermann Rupp, Fachhauptlehrer und Heimatforscher
- 1961: Hans Kohler, Oberbürgermeister
- 1964: Erhard Schrenk, Stadtrat

### Gemeinde Marbach
- 1953: Karl Kern, Fabrikant
- 1967: Paul Riegger, Direktor
- 1971: Karl Stetter, Konrektor
- 1973: Friedrich Hirt, Ortsvorsteher

### Gemeinde Obereschach
- 1928: Karl Kammerer, Kammersänger
- 1958: Oskar Joos, Oberlehrer

### Gemeinde Weigheim
- 1956: Josef Hauser, Fabrikant
- 1960: Josef Gawatz, Pfarrer
- 1966: Alfons Käfer, Bürgermeister

### Gemeinde Weilersbach
- 1934: Wilhelm Becker, Pfarrer
- 1968: Engelbert Schuler, Bürgermeister
- 1974: Heinrich Schubnell, Pfarrer

### Stadt Villingen-Schwenningen
- 1972: Severin Kern (1900–1986), Oberbürgermeister von Villingen
- 1998: Ewald Merkle (1924–2013), Stadtrat, Gründer der Baugenossenschaft „Neue Heimat“, Träger der Staufermedaille
- 2005: Erwin Teufel (* 1939), ehemaliger Ministerpräsident von Baden-Württemberg
- 2007: das Ehepaar Liselotte und Gerhard Gebauer (1926–2017); sie Gründerin des Ortsvereins der Lebenshilfe, er Altoberbürgermeister

## In Villingen-Schwenningen geborene Persönlichkeiten

### Bis 1800
- Matthäus Hummel (1425–1477), Gründungsrektor der Albert-Ludwigs-Universität Freiburg
- Heinrich Hug (≈1465/70 – n. 1533), Ratsmitglied und Chronist
- Georg Pictorius (≈1500–1569), Arzt und mystisch-magischer Autor der Renaissance
- Hieronymus Otto Agricola (1571–1627), Geistlicher und Fürstbischof von Brixen
- Anton Joseph Schupp (1664–1729), Bildhauer
- Ulrich Bürgi (1671–1739), Benediktiner und Abt
- Joseph Ignaz Schilling (1702–1773), Maler und Theatermaler
- Trudpert Neugart (1742–1825), Professor für orientalische Sprachen, Hofkaplan und Stiftsarchivar
- Berthold Rottler (1748–1826), Fürstabt des Klosters St. Blasien
- Philipp Jakob Nabholz (1782–1842), Benediktinermönch, Seminarleiter und Reformpädagoge

### 19. Jahrhundert
- Valentin Schertle (1809–1885), Maler, Lithograf und Zeichner
- Adalbert Maier (1811–1889), katholischer Theologe, Geistlicher und Hochschullehrer
- Wilhelm Dürr der Ältere (1815–1890), Maler
- Johannes Bürk (1819–1872), Erfinder, Unternehmer und Politiker
- Hermann Obkircher (1819–1881), Jurist und badischer Politiker
- Lukas Engesser (1820–1880), Architekt
- Friedrich Mauthe (1822–1884), Unternehmer und Uhrenfabrikant
- Carl Reutti, auch Karl Reutti (* 29. Dezember 1830 in Villingen; † 12. Januar 1895 in Karlsruhe), Großh. Gerichtsnotar zu Karlsruhe und Entomologe[1]
- Christian Mauthe (1845–1909), Uhrenfabrikant, Ehrenbürger und Kommerzienrat
- Eduard Uibel (1846–1925), Landtagsabgeordneter
- Richard Bürk (1851–1934), Erfinder, Unternehmer und Politiker
- Friedrich Haag (1856–1941), Pionier der Kristallographie
- Carl Kornhas (1857–1931), Keramiker
- Jakob Kienzle (1859–1935), Uhrenfabrikant
- Ernst Georg Kürz (1859–1937), Praktischer Arzt in Bonndorf im Schwarzwald, Badearzt in Bad Dürrheim, Amtsarzt, Bezirksarzt in Wolfach und Donaueschingen, ab 1899 Bezirksarzt und Sozialhygieniker sowie Gerichtsmediziner in Heidelberg[2]
- Karl Haag (1860–1946), Pädagoge und Sprachwissenschaftler
- Albert Säger (1866–1924), Kunst- und Dekorationsmaler
- Carl Holly (1870 – n. 1900), Theaterschauspieler und Opernsänger
- Josef Kaiser (1874–1940), Unternehmer, Uhrenhersteller
- Wilhelm Wirthle (1874–1960), Postbeamter und Politiker
- Ludwig Engler (1875–1922), Maler und Bildhauer
- Fritz Mauthe (1875–1951), Unternehmer und Politiker
- Wilhelm Schifferdecker (1881–1946), Gewerkschafter und Politiker (SPD)
- Alban Dold (1882–1960), Benediktiner, Liturgiewissenschaftler, Paläograph und Palimpsestforscher
- Max Schlenker (1883–1967), Geschäftsführer des Langnam-Vereins
- Herbert Kienzle (1887–1954), Unternehmer
- Erwin Mehne (1889–1953), Kunstschlosser, Unternehmer
- Hans Kaiser (1890–1977), Apotheker und Lebensmittelchemiker
- Fritz Kaiser (1891–1974), Maler
- Richard Ackermann (1892–1968), Maler und Grafiker
- Richard Benzing (1892–1947), Mediziner und Träger des Goldenen Ehrenzeichens der NSDAP
- Waldemar Flaig (1892–1932), Maler
- Hans Kohler (1893–1962), Mediziner, Landtagsabgeordneter
- Richard Haizmann (1895–1963), Maler, Bildhauer, Keramiker und Holzschneider
- Paul Hirt (1898–1951), Maler des Expressionismus
- Karl Ebert (1900–1950), Politiker (BCSV, CDU)

### 20. Jahrhundert

#### 1901 bis 1930
- Joseph Benjamin Grüninger (1901–1963), Glockengießer, Glockengießerei Grüninger
- Ewald Jauch (1902–1946), SS-Oberscharführer
- Erwin Trippel (1906–1979), badischer Landrat
- Eugen Zimmermann (1907–1990), Maler und Kunsterzieher
- Wilfried Acker (1908–1979), kommunistischer Politiker (KPD, DKP), Abgeordneter des Landtages für Württemberg-Hohenzollern
- Adalbert Brauer (1908–1990), Historiker, Genealoge und Archivar
- Hans-Georg Müller-Hanssen (1908–1998), Kunstmaler und Graphiker
- Walter Vosseler (1908–1981), Kommunist und Spanienkämpfer
- Heinrich Bieg (1912–1987), Funktionär der Hitlerjugend
- Johannes Benzing (1913–2001), Turkologe und Diplomat
- Hermann Gramlich (1913–1942), Fußballspieler
- Wilhelm Maier (1913–1964), Physiker und Hochschullehrer
- Heinz Haller (1914–2004), Wirtschaftswissenschaftler und Staatssekretär
- Erwin Geist (1916–2012), Gewerkschafter und Politiker (SPD)
- Alfred Lutz (1919–2013), Grafiker und Hochschullehrer sowie Prorektor der HfG Schwäbisch Gmünd
- Felix Schlenker (1920–2010), Maler, Grafiker und Objektkünstler
- Martin Barner (1921–2020), Mathematiker
- Hans Mroczinski (1922–2022), Maler
- Gerd Jauch (1924–2007), Fernsehmoderator und Fernsehjournalist
- Hans Wieland (1924–2010), Klassischer Philologe
- Heinz Laufer (1925–2010), Leichtathlet und Kommunalpolitiker
- Ferdinand Maier (1925–2014), prähistorischer Archäologe
- Heidi Bauer-Bung (1926–2022), Pianistin und Professorin der Hochschule für Musik, Theater und Medien Hannover
- Hans Georg Brunner-Schwer (1927–2004), Musikproduzent
- Fritz Stotmeister (1927–2022), Unternehmer (Sto)
- Kurt Leichtweiß (1927–2013), Mathematiker
- Heiner Flaig (1928–2019), Schriftsteller
- Eduard Hauser (1928–2010), geboren in Weigheim, Mitglied des Landtags von Baden-Württemberg
- Günter Hörnlein (1928–2021), Jurist und Bürgermeister der Städte Mölln und Itzehoe
- Berthold Zehnder (1928–1986), Landtagsabgeordneter (FDP/DVP)
- Kurt Klein (* 17. Oktober 1930 in Villingen; † 8. März 2016 in Hausach),[3][4] Pädagoge, Schulamtsdirektor, Schriftsteller und Heimatforscher

#### 1931 bis 1950
- Werner Dürrson (1932–2008), Schriftsteller
- Gerson Fehrenbach (1932–2004), Bildhauer
- Heinz Pfeiffer (1932–2015), Kunstradfahrer und Bundestrainer
- Horst Friebolin (* 1933), Chemiker
- Rolf Haller (1933–1987), Pharmazeut und Hochschullehrer
- Trixini, eigentl. Hansjörg Kindler (1933–2015), Theologe, Zauberkünstler: Magier mit dem blauen Stein
- Gunter Huonker (1937–2021), Politiker (SPD)
- Peter Leuthold (1937–2016), Schweizer Elektroingenieur und Hochschullehrer
- Helmut Maier (* 1937), Architekt und Denkmalpfleger
- Wolf-Dieter Narr (1937–2019), Politikwissenschaftler
- Anton Pfeifer (* 1937), Politiker (CDU)
- Günter Schmid (1937–2022), Chemiker
- Doris Fuchs-Brause (* 1938), US-amerikanische Kunstturnerin
- Joachim Hirsch (* 1938), Politikwissenschaftler
- Tilmann Moser (1938–2024), Psychoanalytiker, Körperpsychotherapeut und Autor
- Werner Beiter (1939–2014), Konstrukteur, Werkzeugmacher und Erfinder
- Helmut Rubin (* 1939), Bauingenieur und österreichischer Hochschullehrer
- Hans Peter Reuter (1942–2024), Künstler
- Volker Michels (* 1943), Herausgeber des Literatur-Nobelpreisträgers Hermann Hesse
- Hartmann von der Tann (* 1943), Funk- und Fernsehjournalist
- Ute Luig (* 1944), Ethnologin
- Wilfried Böhringer (1945–1997), Übersetzer
- Ulrich Heinzmann (* 1946), Physiker
- Dieter Jauch (1947–2025), Zoologe, Direktor der Wilhelma 1989–2013
- Werner Schlotter (* 1947), Bildhauer und Zeichner
- Rainer Baumann (1949–2007), Gitarrist, Komponist und Texter
- Rolf Gutmann (* 1949), Rechtsanwalt, Lehrbeauftragter und Fachautor
- Renate Eppler-Esenwein (* 1950), Künstlerin, Buchautorin, Kunsterzieherin

#### 1951 bis 1960
- Heinrich Tiemann (* 1951), Beamter
- Gisèle Pelicot, geb. Guillou (* 1952), Französin, die im Zentrum der Vergewaltigungen von Mazan stand
- Jürgen Schützinger (1953–2024), Politiker (NPD)
- Gabriele Rosenthal (* 1954), Soziologin und Hochschullehrerin
- Rolf Schofer (* 1954), Mathematiker und Hochschullehrer
- Marion Schwarzwälder (* 1954), Musikerin und Schriftstellerin
- Horst Ludwig Meyer (1956–1999), mutmaßliches Mitglied der Rote Armee Fraktion (RAF)
- Udo Becker (* 1957), Wirtschaftsingenieur, Professor
- Rolf Haller (* 1957), Radrennfahrer
- Gaby Hauptmann (* 1957), Schriftstellerin und Journalistin
- Martin Alfons Heine (1957–2014), Maler und Performancekünstler
- Veit Heinichen (* 1957), Schriftsteller
- Hanns-Georg Rodek (* 1957), Journalist und Filmkritiker
- Verena Rothaupt (* 1957), Kirchenmusikerin
- Karl-Heinz Wöhrlin (* 1957), Fußballspieler
- Wieland Kiess (* 1958), Kinderarzt und Hochschullehrer
- Wolf-Rüdiger Michel (* 1958), Jurist, Politiker, Landrat des Landkreises Rottweil
- Michael Peter Obst (* 1958), Teil des Musikduos Nirwana
- Ingo Winkelmann (1958–2020), Diplomat
- Angelika Dammann (* 1959), CEO der Firma DIC – Dammann International Consulting & Coaching
- Gundolf Köhler (1959–1980), Rechtsextremist
- Doris Senger (* 1959), Politikerin
- Tim Lienhard (* 1960), Fernseh-Journalist, Reporter und Autor und Produzent
- Bettina Obst (* 1960), Teil des Musikduos Nirwana

#### 1961 bis 1970
- Andreas K. Engel (* 1961), Hirnforscher
- Joachim Gruber (* 1961), Rechtswissenschaftler
- Burkhard C. Kosminski (* 1961), Regisseur und Schauspieler
- Marco Baldi (* 1962), Basketballspieler
- Heike Schmoll (* 1962), Journalistin
- Jürgen Roth (* 1963), Politiker, Oberbürgermeister von Villingen-Schwenningen
- Markus Ewald (* 1964), Kommunalpolitiker, Bürgermeister von Bad Urach und OB von Weingarten
- Alice Grünfelder (* 1964), schweizerisch-deutsche Schriftstellerin, Übersetzerin und Herausgeberin
- Frank Würthner (* 1964), Chemiker
- Thomas Benzing (* 1965), Universitätsprofessor und Klinikdirektor
- Uwe Geiselmann (* 1965), Eishockeyspieler
- Boris Grundl (* 1965), Sachbuchautor, Managementtrainer und Rollstuhlsportler
- Günter Jauch (* 1965), Fechter
- Anke Laufer (* 1965), Schriftstellerin
- Nina Jäckle (* 1966), Schriftstellerin und Autorenfilmerin
- Daniel Nowak (* 1966), Eishockeyspieler
- Kai Wiedenhöfer (1966–2024), Fotojournalist und Buchautor
- Armin Biere (* 1967), Informatiker
- Matthias Mink (* 1967), Fußballspieler und -trainer
- Beate Bischler (* 1968), Judoka
- Jochen Heckmann (* 1968), Choreograf, Tänzer, Tanzpädagoge und Schriftsteller
- Volker Reinhardt (* 1968), Bildungs- und Politikwissenschaftler
- Silke Stamm (* 1968), Schriftstellerin
- Heike Wieländer (* 1968), deutsch-schweizerische Curlerin
- Robert Nothhelfer (* 1969), Wirtschaftswissenschaftler
- Robert Prosinečki (* 1969), kroatischer Fußballspieler und -trainer
- Alexander Rieckhoff (* 1969), Krimi-Autor und Journalist
- Tanja Trentmann (* 1969), Kamerafrau
- Stefan Ummenhofer (* 1969), Autor und Journalist
- Dieter Braun (* 1970), Physiker und Hochschullehrer
- Patrick Guillou (* 1970), französischer Fußballspieler
- Klaus Schmeh (* 1970), Informatiker und Sachbuchautor
- Andrea Schütze (* 1970), Psychologin, Hörspiel- und Kinderbuchautorin
- Alen Velčić (* 1970), Basketballspieler und -trainer
- Andrea Zietzschmann (* 1970), Kulturmanagerin

#### 1971 bis 1980
- Kiran Klaus Patel (* 1971), deutsch-britischer Historiker
- Martin Tröndle (* 1971), Kulturwissenschaftler und Kultursoziologe
- Sabine Wolf (* 1971), Schauspielerin und Regisseurin
- Frank Bonath (* 1972), Politiker (FDP)
- Anke Greifeneder (* 1972), Buchautorin
- Michelle, geb. Tanja Gisela Hewer (* 1972), Sängerin
- Alexander Ritzmann (* 1972), Politikwissenschaftler und Politiker (FDP)
- Nicole C. Vosseler (* 1972), Autorin
- Ulrich Blöcher (* 1973), Schauspieler und Sprecher
- Markus Conrad (* 1973), Politiker (CDU)
- Tobias Hack (* 1973), katholischer Theologe
- Rosa Maria Paz (* 1973), spanische Schauspielerin
- Katrin Vernau (* 1973), Wirtschaftswissenschaftlerin und WDR-Intendantin
- Isabel Feichtner (* 1974), Rechtswissenschaftlerin und Hochschullehrerin
- Jochen Schorer (* 1974), klassischer Schlagzeuger
- Thorsten Schmitt (* 1975), Nordischer Kombinierer
- Julian Holzapfl (* 1976), Historiker, Archivar und Autor
- Florian Rexer (* 1976), deutsch-schweizerischer Schauspieler, Regisseur und Festspielleiter
- Timo Joh. Mayer (* 1977), Filmschaffender
- Frank-Thorsten Moll (* 1977), Kunsthistoriker und Kunstwissenschaftler
- Andreas Renz (* 1977), Eishockeyspieler
- Dania König (* 1978), Musikerin, Songwriterin und Sängerin
- Oliver Roggisch (* 1978), Handballspieler
- Martin Schmitt (* 1978), Skispringer
- Marco Steffens (* 1978), Oberbürgermeister von Offenburg
- Kirsten Sturm, geb. Thur (* 1978), Organistin, Pianistin und Kirchenmusikerin
- Christian Gehring (* 1979), Politiker (CDU), MdL
- Andreas Lang (* 1979), Curler
- Sarah Meyer-Dietrich (* 1980), Schriftstellerin
- Daniela Strohm (* 1980), Basketballspielerin

#### 1981 bis 1990
- Felix K. Maier (* 1981), Althistoriker und Altphilologe
- Olivia Merkel (* 1981), Pharmazeutin und Professorin
- Pitvalid, bürgerl. Valentin Rövenstrunck (* 1981), Rapper und Sänger
- Dennis Seidenberg (* 1981), Eishockeyspieler
- Robert Teufel (* 1982), Theaterregisseur
- Andreas Anton (* 1983), Soziologe
- Ivana Brkljačić (* 1983), kroatische Hammerwerferin
- Cronis Karakassidis (* 1983), griechisch-deutscher Moderator, Sänger und Schauspieler
- Tobias Sauter (* 1983), Marathonläufer
- Jochen Schöps (* 1983), Volleyballspieler
- Mirko Anastasov (* 1984), Basketballspieler
- Marco Caligiuri (* 1984), deutsch-italienischer Fußballspieler
- Johannes Hauer (* 1984), Schauspieler
- Ottilie Klein (* 1984), Politikerin (CDU) und MdB
- Matthias Schwierz (* 1984), Inline-Speedskater und Eisschnellläufer
- Yannic Seidenberg (* 1984), Eishockeyspieler
- Nico Graf (* 1985), Radrennfahrer
- Thomas Ower (* 1985), Eishockeytorhüter
- Adem Sarı (* 1985), türkischer Fußballspieler
- Marco Schütz (* 1985), Eishockeyspieler
- Laurine Betz (* 1986), Schauspielerin und Synchronsprecherin
- KD-Beatz, bürgerl. Karim Deriche (* 1986), Hip-Hop-Produzent und Unternehmer algerisch-türkischer Herkunft
- Stephanie Krogmann (* 1986), Schauspielerin
- Sabrina Weckerlin (* 1986), Sängerin und Musical-Darstellerin
- Juliane Maier (* 1987), Fußballspielerin
- Daniel Caligiuri (* 1988), deutsch-italienischer Fußballspieler
- Haze (* 1989), Rapper
- Daniel Keilwitz (* 1989), Automobilrennfahrer
- Fabian Kohl (* 1989), Volleyballspieler
- Ralf Matzka (* 1989), Radrennfahrer
- Florian Rudy (* 1989), Fußballspieler
- Sandra Ringwald (* 1990), Skilangläuferin
- Sebastian Rudy (* 1990), Fußballspieler

#### 1991 bis 2000
- Tobias Hermann (* 1991), Biathlet
- Dominik Sowieja (* 1991), Triathlet und deutscher Meister
- Dennis Steinhauer (* 1991), Eishockeyspieler
- Felix Bick (* 1992), Eishockeytorwart
- Vincent Schlenker (* 1992), Eishockeyspieler
- Thomas Supis (* 1992), Eishockeyspieler
- Christian Günter (* 1993), Fußballspieler
- Jacqueline Janzen (* 1993), Eishockeyspielerin
- Kai Brünker (* 1994), Fußballspieler
- Joznez, bürgerl. Johannes Löffler (* 1994), Hip-Hop- und Pop-Produzent
- Domenic Weinstein (* 1994), Radrennfahrer
- Teresa Straub (* 1995), Fußballtorhüterin
- Yannis Walch (* 1995), Eishockeyspieler
- Kemal Ademi (* 1996), schweizerisch-deutscher Fußballspieler
- Daniela Maier (* 1996), Freestyle-Skierin
- Kai Wissmann (* 1996), Eishockeyspieler
- Patrick Haller (* 1997), Radsportler

### 21. Jahrhundert
- Lukas Laupheimer (* 2003), Fußballspieler

## Bekannte Einwohner von Villingen-Schwenningen
- Remigius Mans († 1513), Landsknecht
- Hans Kraut (um 1532 – nach 1596), Kunsthafner
- Anton Berin (1575–1624), Maler
- Hans Amann (um 1555 – um 1626), Bildhauer
- Josef Anton Hops (1720–1761), Bildhauer und Maler
- Franz Anton Schmider (1817–1891), „Graf Magga“
- August Noll (1865–1938), Uhrmacher und Erfinder einer Astronomischen Weltuhr
- August Reitz (1874–1948), Lehrer und Heimatforscher
- Paul Revellio (1886–1966), Lehrer und Heimatforscher
- Paula Hertwig (1889–1983), Biologin
- Severin Kern (1900–1986), Kommunalpolitiker (CDU), Oberbürgermeister von Villingen (1950–72)
- Waldemar Klingelhöfer (1900–1977), SS-Sturmbannführer
- Ernst Haas (1901–1979), Jurist und Politiker (SPD)
- Oskar Johann Kaiser (1907–2001), Unternehmer in der Schwarzwälder Uhrenindustrie
- Adam Berberich (1914–2001), Politiker (SPD)
- Gerhard Gebauer (1926–2017), Jurist und Kommunalpolitiker (SPD), Oberbürgermeister von Schwenningen (1962–72)
- Werner Stumper (1927–2010), Maler und Grafiker
- Anton Rudinski (1937–2017), jugoslawischer Fußballspieler und -trainer
- Hartmut Riepl (* 1940), Politiker (SPD), lebt in Villingen-Schwenningen
- Screwaholic (* 1980), Musikproduzent
- Marcel Musolf (* 1985), Politiker (Freie Wähler), in Villingen-Schwenningen aufgewachsen

## Sonstige Persönlichkeiten
- Hans von Rechberg (≈1410–1464), Ritter und Fehdeunternehmer; in Villingen gestorben und begraben
- Johannes Pauli (≈1455–1530/33), Franziskaner und Lesemeister in Villingen
- Margarete Hoffer (1916–1991), Theologin und Gegnerin des Nationalsozialismus; Vikarin in Villingen